# Oncorhynchus nerka
Espèce
Statut de conservation UICN

 LC  : Préoccupation mineure

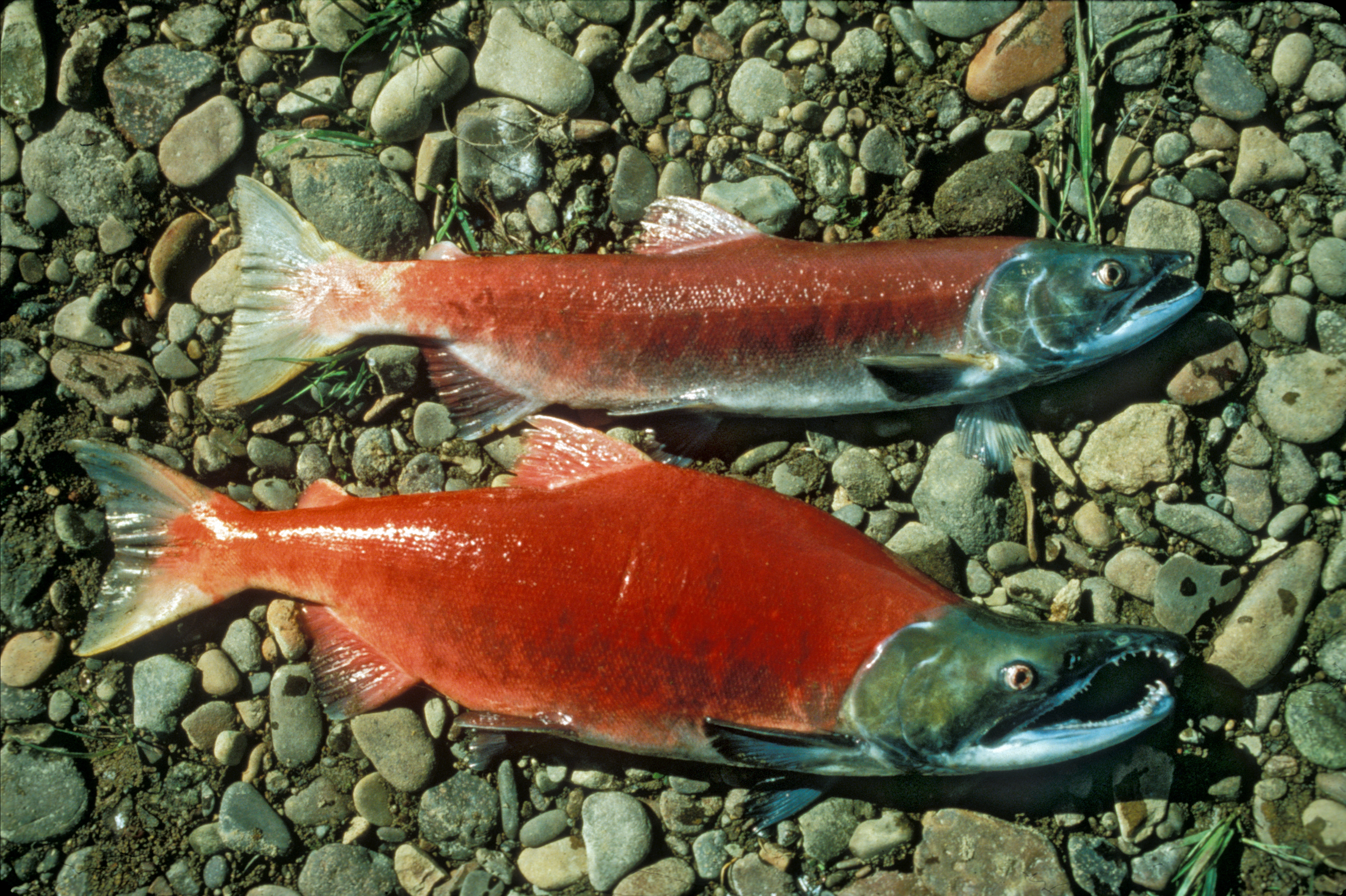
Saumon rouge mâle et femelle

Oncorhynchus nerka, aussi appelé saumon rouge, saumon nerka ou sockeye, est une espèce de saumons vivant dans l'océan Pacifique. Il est le troisième saumon le plus commun après le saumon rose et le saumon « Chum ». Le nom anglais Sockeye Salmon se traduit littéralement par « saumon à œil de chaussette ». Le nom français est saumon rouge.
Il mesure jusqu'à 84 cm de long.

## Kokanee
Un type de saumon rouge aux mœurs lacustres est appelé Kokanee (mot d'origine colville-okanagan) et est beaucoup plus petit que ses homologues océaniques.

## Portée et habitation
Les saumons rouges vivent dans le Nord-Ouest du Pacifique et les Kokanee habitent dans l'Ouest du Canada et dans les États d'Alaska, Washington, Oregon, Californie, New York, Utah, Idaho, Montana, Colorado, Nouveau-Mexique, et Wyoming aux États-Unis. On peut également les trouver au Japon, en Chine et dans d'autres parties d'Asie.

## Reproduction
Pendant leur vie dans l'océan, les sockeyes sont bleus argentés, mais pendant la saison de reproduction, les mâles et femelles prennent une couleur rouge vive avec une tête verte et leurs dents se recourbent en crochet.
Ils se reproduisent dans les rivières et fleuves et meurent peu après, essayant de mourir près de leurs petits afin de leur servir de nourriture. Les jeunes saumons passent environ 3 ans dans les lacs. Après avoir vécu de 1 à 4 ans dans l'océan, ils atteignent l'âge adulte. Lorsqu'ils reviennent, ils ont entre 4 et 6 ans.

## Régime
Les saumons rouges sont omnivores. Le zooplancton constitue une part importante de leur alimentation et on lui attribue parfois l'origine de la couleur rouge de ces poissons. Ils mangent aussi des petits organismes comme des crevettes.

## Conservation
Durant plus de 30 ans (1912-1948), un "surveillant" des pêches travaillant pour le gouvernement canadien a rempli des douzaines de cahiers avec des écailles de poisson de la Skeena (seconde rivière la plus riche en saumons du pays). Puis son travail a été en grande partie oublié. Des chercheurs ont récemment utilisé cette collection et en ont étudié l'ADN pour reconstituer l'évolution du stock de saumon sauvage de la Skeena au siècle dernier. Ils concluent à un déclin alarmant de l'espèce, plus abrupt et plus généralisé qu’on ne le pensait jusqu'alors : les 13 principales populations de saumon rouge sauvage de la rivière ont chuté de 56% à 99% de 1913 à 2014, principalement à cause de la surpêche selon les auteurs de l'étude.
Les saumons rouges sont cités par le Endangered Species Act de 1973 (la liste américaine des espèces en danger). Leur statut est en danger ou menacé. Beaucoup d'efforts sont menés pour sauvegarder le saumon rouge, dont des limites de pêche.
La sous-espèce japonaise kokani noir (Oncorhynchus nerka kawamurae), en japonais kunimasu (国鱒), originaire de la préfecture d'Akita et disparue du fait de la mise en œuvre d'un projet hydroélectrique en 1940, a été redécouverte en 2010.